# 巴斯图斯
巴斯图斯是巴西圣保罗州的一个市镇。总面积170.454平方公里，总人口20613人，人口密度120.9人/平方公里。